# محور مغز-روده

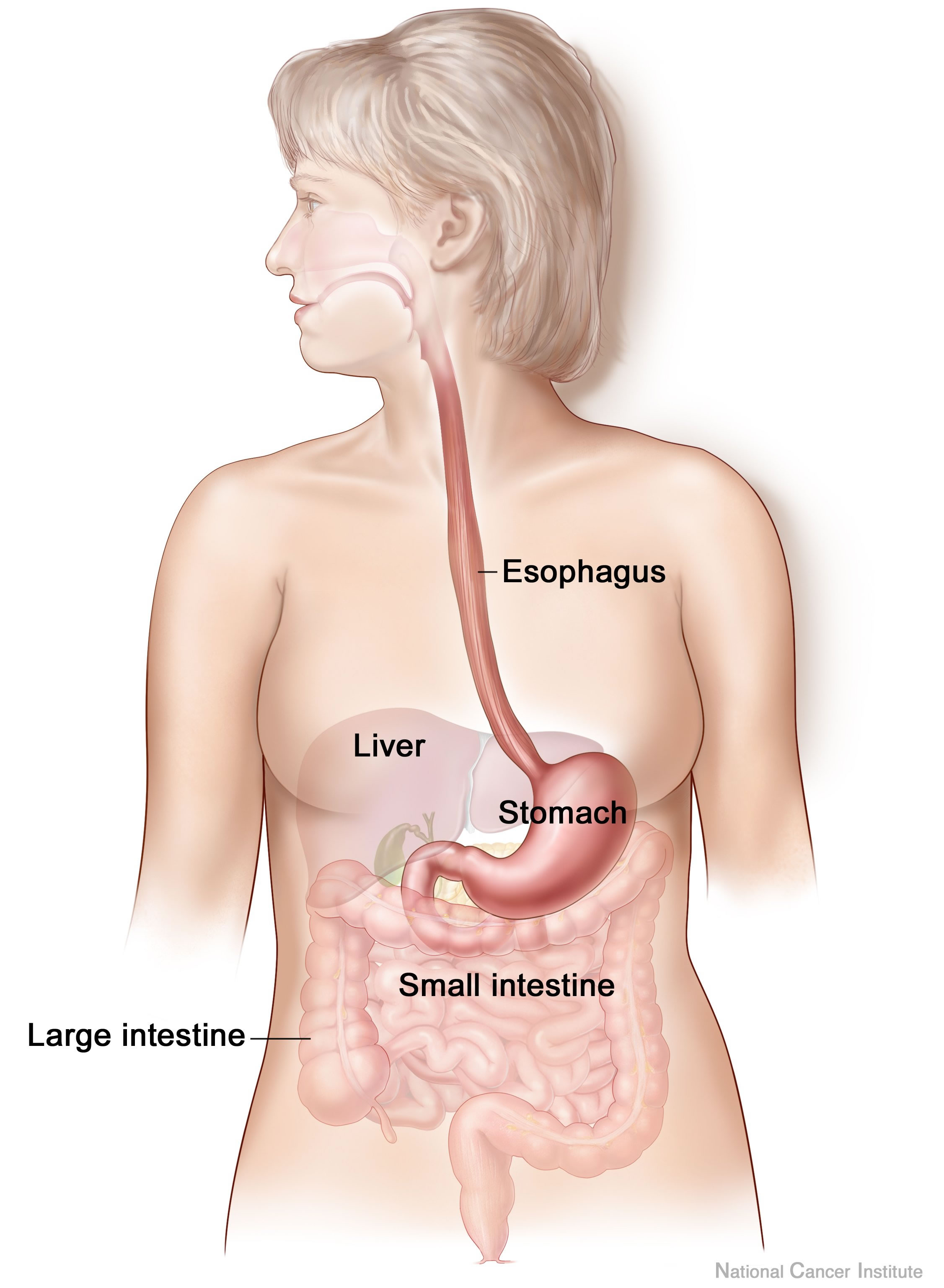
محور مغز-روده، دستگاه گوارشی را با دستگاه عصبی مرتبط می‌کند.

محور مغز-روده (انگلیسی: Gut-Brain Axis یا GBS) یک محور عصبی-هورمونی دوطرفه است که اعمال دستگاه گوارش و سیستم عصبی مرکزی را انسجام می‌دهد. احتمالاً عصب واگ نقش اصلی را در ارسال پیام از دستگاه گوارش به مغز ایفا می‌کند. این محور از تئوری‌های اصلی در توضیح بیماری‌های شایعی چون سندرم روده تحریک‌پذیر (IBS) می‌باشد.
این محور احتمالاً در فرایندهای فیزیولوژیک مهمی مانند سیری، غذا خوردن، سوخت‌وساز قندها و چربی‌ها، ترشح انسولین و متابولیسم استخوان دخیل است.

## محور میکروبی مغز-روده
پژوهش‌های جدید به نقش میکروبهای طبیعی موجود در دستگاه گوارشی (فلور نرمال) در ارسال پیام‌های نورواندوکرین از طریق این محور به سوی مغز اشاره کرده‌اند. در پاسخ، مغز می‌تواند با ارسال پیام‌هایی از طریق سیستم عصبی خودمختار، رفتار و ترکیب میکروب‌های مفید موجود در دستگاه گوارش را تنظیم کند.

## نقش محور مغز-روده در بیماری‌ها

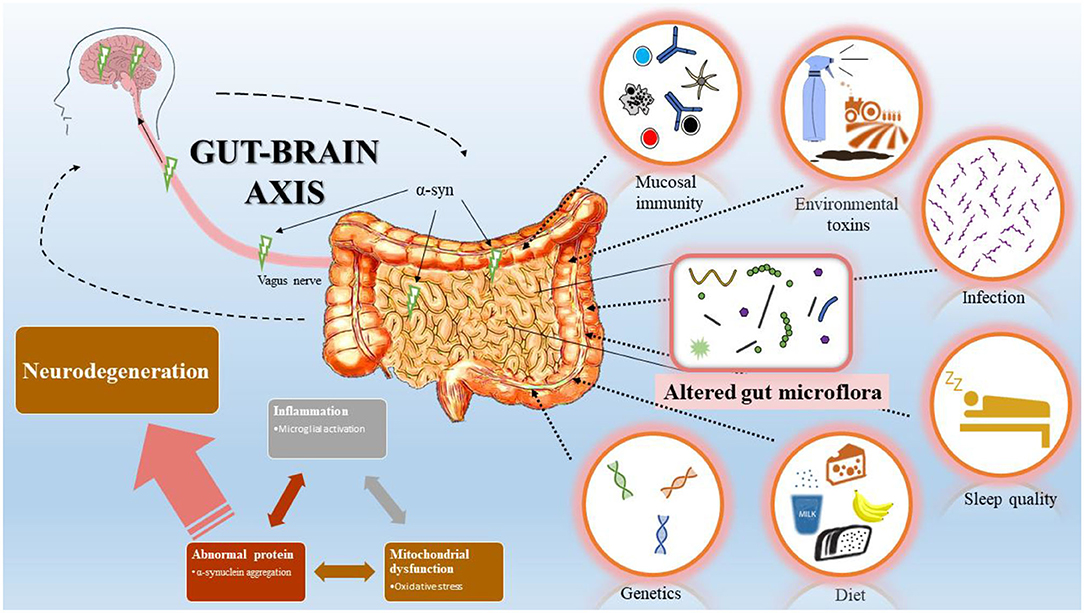
برهم‌کنش‌های دوسویه بین دستگاه گوارش و سیستم عصبی مرکزی

نقش این محور در بیماری‌های نورودژنراتیو (از جمله بیماری آلزایمر و بیماری پارکینسون) مورد مطالعات متعددی قرار گرفته‌است. در یک مطالعه ایرانی نشان داده شده‌است که زخم‌های معده در موش‌های صحرایی می‌توانند روی مغز تأثیر بگذارند. همچنین شواهد پیش‌بالینی از نقش این محور در پاسخ‌های رفتاری (درد، احساسات و غذاخوردن) حمایت می‌کند.
از اختلالات گوارشی مرتبط با محور مغز - روده، می‌توان به سندرم روده تحریک‌پذیر (IBS) و بیماری التهابی روده (IBD) اشاره کرد که ویژگی مشترک هر دو بیماری، برهم خوردن توازن میکروبی دستگاه گوارشی است.